# Tortezais
 Tortezais  là một xã ở tỉnh Allier thuộc miền trung nước Pháp.